# Jadwiga Roguska-Cybulska
Jadwiga Roguska-Cybulska krypt. J. Rog.-Cyb., pseud. Jarocy, (ur. 13 października 1887 w Warszawie, zm. 24 listopada 1971 w Zakopanem) – polska pisarka, publicystka, taterniczka, działaczka społeczna.

## Życiorys
Urodziła się 13 października 1887 roku w Warszawie. Urodzona jako jedno z czworga dzieci kompozytora Gustawa Roguskiego i Marii ze Stanowskich. Miała troje starszego rodzeństwa siostrę i dwóch braci (m.in. mjr Zygmunt Roguski). Jej ojciec był profesorem warszawskiego Konserwatorium Muzycznego, a matka pochodziła z ziemiańskiej rodziny Stanowskich. Uczęszczała do warszawskich szkół prywatnych, m.in. przez kilka lat do pensji Kazimiery Karpińskiej. Studiowała także muzykę i śpiew w Warszawie oraz malarstwo i sztukę stosowaną na kursach podstawowych. Doskonale wykształcona na tajnych kompletach Jadwigi Sempołowskiej. Przez chwilę uczęszczała także do przyklasztornej szkoły na Śląsku. Naukę kontynuowała już w warszawskich szkołach prywatnych. Na prywatnych kursach uczyła się również języka francuskiego. Znakomicie grała na pianinie. Od dzieciństwa wyjeżdżała z rodziną w Tatry, gdzie poznała Mieczysława Karłowicza i Jerzego Żuławskiego. Pod ich wpływem zaczęła uprawiać taternictwo.
W latach 1906–1925 czynnie uprawiała taternictwo, wprowadzona przez pisarza i taternika Jerzego Żuławskiego. Jej taternictwo miało charakter podróżniczo-romantyczny, nie wyczynowy. Wspinała się wyłącznie w towarzystwie mężczyzn. Dokonała licznych przejść poważnych tatrzańskich dróg wspinaczkowych w towarzystwie ówczesnych czołowych taterników, m.in. Janusza Chmielowskiego, Zygmunta Klemensiewicza, braci Gyuli i Romana Komarnickich, Romana Kordysa, Jerzego Maślanki, Kazimierza Piotrowskiego, Stanisława Porębskiego, Mieczysława Świerza, braci Janusza i Jerzego Żuławskich. W 1910 r. uczestniczyła w dwóch pierwszych przejściach: prawej części północno-wschodniej ściany Mięguszowieckiego Szczytu Pośredniego i lewej części południowej ściany Mięguszowieckiego Szczytu Wielkiego (z braćmi Komarnickimi). Była pierwszą kobietą, która dokonała próby przejścia (czwartego z kolei) klasycznej drogi na południowej ścianie Zamarłej Turni (w r. 1912). Dokonała (prawdopodobnie drugiego kobiecego) trawersowania grani Żabiego Konia (z Porębskim i bratem Stanisławem). W  1908 roku wstąpiła do Sekcji Turystycznej Towarzystwa Tatrzańskiego (od roku 1935 Klub Wysokogórski Polskiego Towarzystwa Tatrzańskiego).
Przed I wojną świat. należała do pierwszych kobiet w Polsce uprawiających narciarstwo wysokogórskie (m.in. z braćmi Żuławskimi, Mariuszem Zaruskim, Józefem Oppenheimem). Dokonała m.in. drugiego kobiecego przejścia narciarskiego przez przełęcz Zawrat (z braćmi Żuławskimi). Od r. 1911 była członkiem Sekcji Narciarskiej Towarzystawa Tatrzańskiego (później Polskiego Tow. Tatrzańskiego).
Od 1912 roku publikowała teksty na tematy turystyczne, taternickie, przyrodnicze, wspomnieniowe i kulturalne w wielu czasopismach. W 1927 roku zamieszkała w Zakopanem na stałe i przesyłała stąd regularne korespondencje do gazet. Napisała wiele tekstów o żeńskim taternictwie m.in. manifest „Do młodych taterniczek” (opublikowane w „Zakopane”, w 1929 roku). W tym i wielu innych wypowiadała się krytycznie o samotnych wspinaczach kobiet. Jej zdaniem wymagały one również męskiej obecności. Pisała dla Kuriera Warszawskiego (cykl „Listy z Zakopanego”, 1934–9), Kuriera Poznańskiego, Głosu Narodu i Taternika. Publikowała w „Głosie Zakopiańskim” (1926), „Echu Zakopiańskim” (1931,1935) i piśmie „Zakopane” (m.in. cykl felietonów satyrycznych, 1929–31, 1938). Napisała szereg nowel o tematyce tatrzańskiej i powieść dla młodzieży Tajemnica Tatr (1934). Drugiej powieści pt. „Idzie lawina” nie udało jej się wydać z powodu wybuchu II wojny światowej. Była też autorką nie publikowanych (ale wystawionych?) sztuk scenicznych: komedii „Ja już nie mogę” oraz komedii muzycznej „Ważna osobistość” (1934), do której skomponowała też muzykę. Już po śmierci ukazała się ostatnia praca literacka Roguskiej-Cybulskiej, esej pt. „Witkacy w oczach Zakopanego”, opublikowany w księdze zbiorowej „Stanisław Ignacy Witkiewicz. Człowiek i twórca” (1977).
Była jedną z twórczyń Słowiańskiego Związku Kobiet, w Zakopanem objęła funkcję wiceprezeski tamtejszego koła. Działała również w Stronnictwie Narodowym, była członkiem zarządu koła zakopiańskiego.Działała też w tamtejszym Komitecie Uczczenia Pamięci Jana Kasprowicza.
W 1943, podczas II wojny światowej, anonimowo doniesiono na nią, w związku z podejrzeniem działania przeciwko akcji tzw. Goralenvolk. Została aresztowana i przetrzymywana w zakopiańskiej siedzibie Gestapo, przy ulicy Zamoyskiego, w willi „Palace”. Została zwolniona, ale musiała wyjechać z Zakopanego. Hitlerowcy odebrali jej dom w Zakopanem. Roguska wróciła z niczym do Warszawy. Niedługo później Marek, bojąc się o matkę wysłał ją z powrotem do Zakopanego.
Po zakończeniu wojny wróciła do działalności publicystycznej (pisała w Tygodniku Powszechnym, Gazecie Ludowej, Turyście, Taterniku, Dzienniku Polskim, Kierunkach i Wierchach). W 1948 ukończyła, pierwszy zorganizowany po II wojnie światowej, kurs kierowników wycieczek zbiorowych. Prowadzenie wycieczek w Tatry, głównie zagranicznych, stało się jej sposobem na życie i źródłem utrzymania. Zajmowała się tym do 68. roku życia. W tym czasie wznowiła działalność w Komitecie Uczczenia Pamięci Jana Kasprowicza. Została sekretarzem tego komitetu. Należała do twórców Filii Muzeum Tatrzańskiego na Małym Bystrem w Zakopanem – oryginalnej chaty góralskiej ze zbiorami etnograficznymi. Działała w Związku Podhalan. Angażowała się po stronie górali, właścicieli gruntów na Polanie Szymowskiej w akcji przeciwko wielkomiejskiej zabudowie. Organizowała Towarzystwo Miłośników Tatr, Zakopanego i Góralszczyzny, które w jej planach miało kontynuować tradycje Polskiego Towarzystwa Tatrzańskiego..
W 1960 Klub Wysokogórski (wcześniej: Sekcja Turystyczna Towarzystwa Tatrzańskiego) nadał jej – jako pierwszej kobiecie w historii – członkostwo honorowe. Trzy lata później powstałe w 1950 roku Polskie Towarzystwo Turystyczno-Krajoznawcze (PTTK) nadało jej złotą odznakę.
Zmarła w Zakopanem 24 listopada 1971 r. Została pochowana na Nowym Cmentarzu przy ulicy Nowotarskiej.
Część materiałów pozostawionych przez Jadwigę Roguską-Cybulską znajduje się w archiwum Muzeum Tatrzańskiego im. Tytusa Chałubińskiego w Zakopanem, główna część spuścizny znajduje się w Polskiej Akademii Nauk Archiwum w Warszawie.

## Życie prywatne
W 1912, jako dwudziestopięciolatka, wzięła ślub z Kazimierzem Cybulskim i na kila lat przerwała karierę wspinaczkową. Jej mąż zarządzał elektrownią w Nowym Targu. Po utracie pracy przez męża i przeżyciu przez niego załamania nerwowego przenieśli się na Śląsk. Jadwiga dwa razy straciła ciążę.
W 1914 mieszkała przez chwilę u krewnych na wsi, po czym razem z mężem przeniosła się do Warszawy. W 1915 urodziła syna Marka Cybulskiego (ur. 1915, zm. 1944), który również był taternikiem. Z powodu problemów mieszkaniowych przenieśli się pod Lublin. Wtedy zaczęły się problemy małżeńskie Roguskiej. Dwukrotnie uciekała ona od męża do Warszawy i wracała, by ratować swój związek. Ostatecznie w 1917 wróciła do Warszawy. Od 1918 Roguska musiała zacząć zarabiać, początkowo pracowała jako kelnerka, a później urzędniczka. W tym czasie skończyła Szkołę Umuzykalnienia pod kierunkiem Stefana Wysockiego, przygotowując się do pełnienia roli nauczycielki muzyki. Od 1923 pozostawała w separacji z mężem.
Podczas II wojny światowej mąż został rozstrzelany przez Niemców w więzieniu na Montelupich. Syn zginął 10 sierpnia 1944 podczas pierwszych dni powstania warszawskiego w ulicznej egzekucji.
W ostatnich latach życia mieszkała w Zakopanem. W ostatnich latach życia przyznano jej stypendium socjalne.

## Odznaczenia
- Złota Odznaka Polskiego Towarzystwa Turystyczno-Krajoznawczego.